# Fourka
Fourka (en macédonien Фурка) est un village du sud-est de la Macédoine du Nord, situé dans la municipalité de Doïran. Le village comptait 570 habitants en 2002.

## Démographie
Lors du recensement de 2002, le village comptait :
- Macédoniens : 563
- Serbes : 6
- Autres : 1